# Manuela Vellés
Manuela Vellés Casariego est une actrice et chanteuse espagnole née le 16 janvier 1987 à Madrid en Espagne.

## Biographie
Manuela Vellés vient d'une famille d'artistes, écrivains et designers et ses parents sont architectes.
Elle fait des études de théâtre dans l'école de Juan Carlos Corazza en Argentine et en 2010, elle étudie dans une école de comédie à Londres. Elle fait ses débuts au cinéma en 2007, dans le film Chaotique Ana.
En 2013, elle fait partie de la série Velvet dans laquelle elle joue le rôle de Luisa, une jeune couturière qui rêve de devenir chanteuse.
En plus de sa carrière d'actrice, elle interprète des chansons au cinéma et compose ses propres chansons à la guitare.

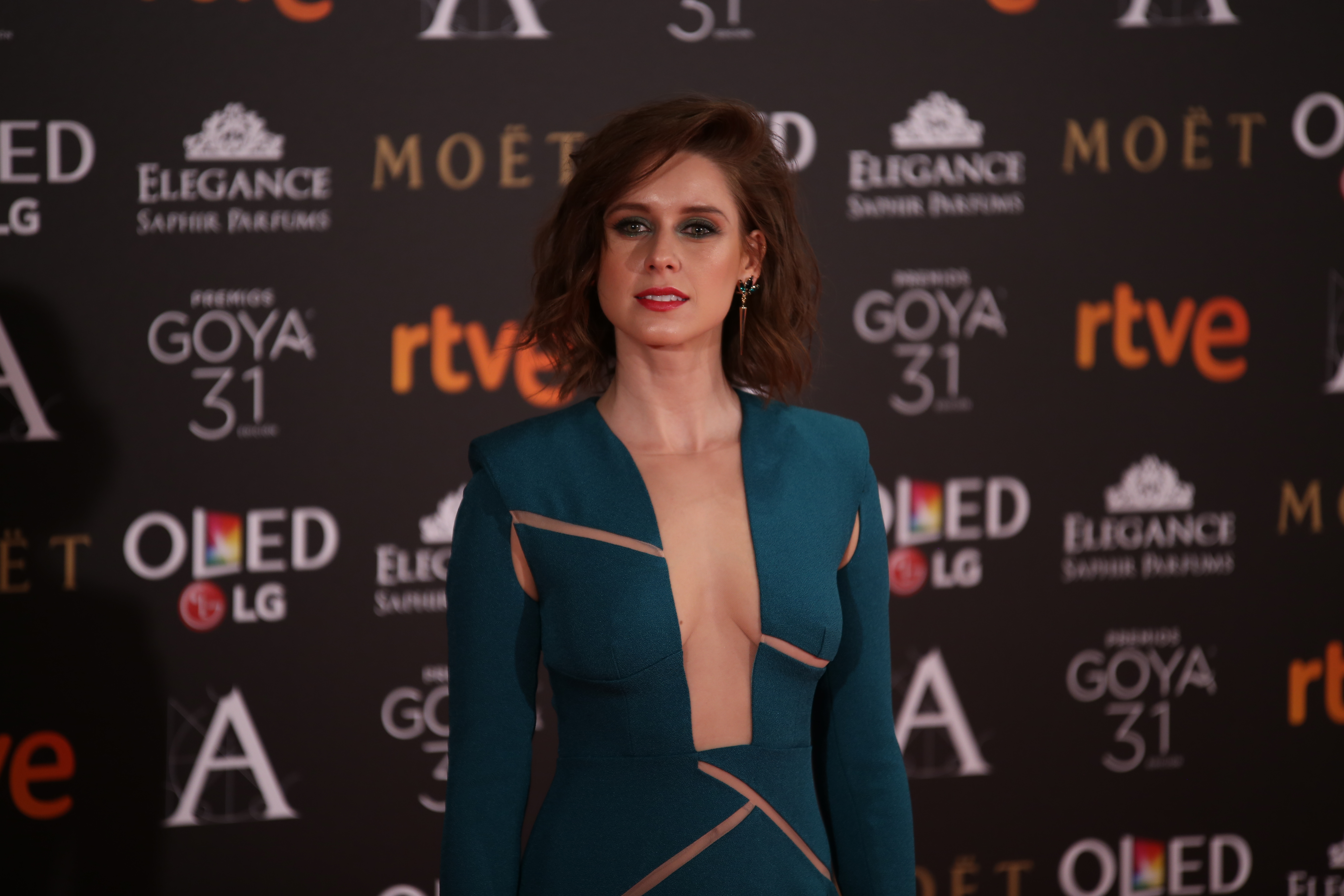
Manuela Vellés au Prix Goya en 2017.

## Théâtre
- 2015 : El Burlador de Sevilla y convidado de piedra, mise en scène de Darío Facal (es) : Tisbea

## Filmographie

### Cinéma

#### Longs métrages
- 2007 : Chaotique Ana (Caótica Ana) de Julio Medem : Ana
- 2008 : Camino de Javier Fesser : Nuria
- 2010 : Retorno de Luis Avilés : Mar
- 2010 : Kidnappés (Secuestrados) : Isabel
- 2012 : Buscando a Eimish de Ana Rodríguez Rosell : Eimish
- 2013 : Somos gente honrada de Alejandro Marzoa : Julia
- 2013 : Al final todos mueren (es) de David Galán Galindo, Roberto Pérez Toledo (es), Pablo Vara, Javier Botet et Javier Fesser : Noelia
- 2015 : La novia de Paula Ortiz : une femme
- 2015 : Lobos sucios de Simón Casal de Miguel : Candela
- 2017 : Muse (Musa) de Jaume Balagueró : Beatriz
- 2017 : Las siete muertes de Gerardo Herrero : Clara
- 2019 : The influencia de Denis Rovira : Alicia

#### Courts métrages
- 2009 : La unión de Carlos A. Sambricio : Sara
- 2009 : Lo siento, te quiero de Leticia Dolera : Bárbara
- 2010 : Avevamo vent'anni de Ivan Silvestrini : Sara
- 2010 : El orden de las cosas de César Esteban Alenda et José Esteban Alenda : Julia
- 2011 : The Room de Miguel Ángel Vivas
- 2011 : Amor sacro de Javier Yáñez Sanz : Lucia
- 2012 : Inertial Love de César Esteban Alenda et José Esteban Alenda : une femme
- 2012 : Hibernation de Jon Mikel Caballero : Claire Martinez
- 2013 : Solsticio de Juan Francisco Viruega : Marina
- 2013 : Hay dos clases de personas de Eva Moreno et Juan Carlos Vellido : She
- 2014 : 1:58 de Rodrigo Cortés : la conductrice
- 2017 : El Alquiler de Pablo Gómez-Castro : Amparo

### Télévision

#### Séries télévisées
- 2008 : Amar en tiempos revueltos : Belle (2 épisodes)
- 2009 : La chica de ayer (es) : Rosa (7 épisodes)
- 2009-2010 : La Señora (es) : Carlota de Castro Santibáñez (7 épisodes)
- 2010 : La piel azul (es) (mini-série) : Sophie (2 épisodes)
- 2010-2012 : Hispania, la leyenda : Helena (20 épisodes)
- 2012 : Infames : Isabel Rouge / Irene Simón (1 épisode)
- 2013-2016 : Velvet : Luisa Gijón (30 épisodes)
- 2019 : Alta Mar : Luisa (3 épisode)